# Montanoa hibiscifolia
Montanoa hibiscifolia là một loài thực vật có hoa trong họ Cúc. Loài này được George Bentham mô tả khoa học đầu tiên năm 1852 dưới danh pháp Montagnaea hibiscifolia. Năm 1975 William Gerald D'Arcy tạo ra tổ hợp tên gọi mới Montanoa hibiscifolia.

## Phân bố
Loài bản địa từ miền nam México tới Trung Mỹ (Costa Rica, El Salvador, Guatemala, Honduras, Nicaragua, Panamá). Nó cũng du nhập vào Australia (New South Wales, Queensland), Hawaii, Nam Phi (các tỉnh Bắc, các tỉnh Cape, KwaZulu-Natal), Mauritius, Réunion, quần đảo Société, Zimbabwe.